# Plattycantha cornuta
Plattycantha cornuta är en trollsländeart som först beskrevs av W. Foerster 1900.  Plattycantha cornuta ingår i släktet Plattycantha och familjen mosaiktrollsländor. Inga underarter finns listade i Catalogue of Life.